# Логоцентризам
Логоцентризам (фр. logocentrisme), појам који је, заједно са мање употребљиваним термином истог значења (фоноцентризам), сковао француски филозоф Жак Дерида у књизи О граматологији (1967). Логоцентризам подразумева потврђивање знакова или њихових садржаја споља, посредством ауторитета чије значење или истину преносе. Суштинска претпоставка логоцентизма почива на ставу да језик има своју референцу у стварности која се налази изван граница самог језика. То, према Дериди, представља метафизику фонетског писма која се протеже од Платона до Фројда.
Критика логоцентризма је једна од важнијих карактеристика Деридине деконструкције. Према Дериди, западна филозофија је од Платона наовамо увек била логоцентрична јер је говору, или логосу, доделила место почетка и извора истине, те је привилеговала фонетски вид језика у односу на графички вид писма. Говор је тако спонтано и потпуно изражавао значење субјекта, који је самоприсутан кроз самотранспарентност, самосвест и рационалистичку самодовољност. Логоцентризам претпоставља да се језиком говора изражавају већ постојеће идеје, а да је писање само другоразредни или чак паразитски суплемент говора. Де Сосирово разумевање знака, тврди Дерида, класичан је пример логоцентризма пошто, по њему, значење изражава подударност између звука (ознаке или означитеља) и идеје или слике (означеног). Таква теорија у суштини представља враћање на библијску тезу: „У почетку беше реч“, која подразумева постојање првобитне или трансцедентне ознаке (означитеља) као порекла свог значења. Према Дериди, логоцентризам, као и њему сродан фоноцентризам, најснажнији су облици етноцентризма, будући да дају предност западном фонетском алфабету у односу на друге форме писма, па се отуда западни разум (логос) схвата као једини и исључиви критеријум знања. Деридина деконструкција логоцентризма, дакле, разграђује порекло филозофије које се традиционално смешта у говор, тј. говор повезује са аутором или (раз)умом и, истовремено, логоцентризму супротставља појам писање (фр. écriture), који означава бесконачну игру измештања, одгађања и измицања значења, којом се подрива било каква присутност.
Сродан појам логоцентризму јесте и фалоцентризам, термин феминистичке критике који Дерида такође користи у својој критици Лакана. Према Дериди, Лаканово инсистирање на привилегованој улози фалуса у субјективном приступу симболичком само је још један облик логоцентризма.